# Nicola Yoon
Nicola Yoon, född 1972,  är en amerikansk författare. Hennes mest kända verk är romanen "Everything, Everything", översatt till svenska av Ylva Stålmarck som "Ingenting och Allting", en roman för unga vuxna som skrevs 2015. Romanen låg på New York Times bestsellerlista. 2017 gjordes en film baserad på boken. 2016 släppte Yoon romanen "The Sun Is Also a Star", som på svenska heter "Idag är allt". Även denna roman blev filmatiserad. 

## Uppväxt och utbildning
Yoon växte upp i Jamaica och senare i Brooklyn, New York.  Hon studerade till elektronikingenjör på Cornell University. Där tog hon en kurs i kreativt skrivande och fastnade för ämnet.  Efter att ha tagit examen läste hon en master i kreativt skrivande på Emerson College.

## Karriär
Innan publiceringen av sin första roman arbetade Yoon som programmerare i 20 år. Det tog henne tre år att skriva sin debutroman "Ingenting och Allting" eftersom hon arbetade heltid och hade en liten dotter. Hennes man David Yoon, en koreansk-amerikansk grafisk designer, ritade illustrationerna till boken.  
Ingenting och Allting släpptes i september 2015. Yoons andra roman "Idag är Allt", släpptes i november 2016. Båda romaner toppade New York Times bestsellerlista.

## Privatliv
Yoon bor i Los Angeles i  Kalifornien, med sin man David Yoon och sin dotter. 